# Escudo de Maracaibo
El Escudo de Armas de la ciudad de Maracaibo (Venezuela) fue otorgado por el Rey de España Felipe IV como símbolo de honor y señorío mediante la real cédula del 20 de junio de 1634. El texto "muy noble y leal" de la banda que posee el escudo, es el título otorgado a la ciudad de Maracaibo el 21 de marzo de 1813 por la Corte General y Extraordinaria de España en virtud de que la ciudad no se adhirió al movimiento independentista iniciado en 1810.
El escudo está conformado por dos columnas y un navío en el medio. Según la explicación de la alcaldía del susodicho municipio es símbolo de la barra del lago de Maracaibo. Según otros investigadores, es "alegoría de su dominio sobre el nuevo mundo" propio del Escudo de las Indias. y opción más probable, las fechas del escudo de armas del municipio Maracaibo -1634 en la banda desplegada a la derecha y 1965 a la izquierda-, indican el año de la concesión del escudo autorizado por el Rey Felipe IV y el año de su readaptación por parte del Concejo Municipal del Distrito Maracaibo (hoy Municipio Maracaibo).

## Versiones históricas

Primera versión del escudo con los atributos reales, según Discrezión de la laguna de la ciudad de Maracaivo del Archivo de Indias.
Versión bajo las escudo real de Carlos IV en un documento situado en el Archivo de Indias, 1789.

## Fuente
- Corporación de Desarrollo de la Región Zuliana. «Símbolos del Municipio de Maracaibo». p. 17. Archivado desde el original el 13 de mayo de 2013. Consultado el 22 de enero de 2013.